# Gare de Rumilly
Gare de Rumilly vasútállomás Franciaországban, Rumilly településen.

## Vasútvonalak
Az állomást az alábbi vasútvonalak érintik:
- Aix-les-Bains-Annemasse-vasútvonal

## Kapcsolódó állomások
A vasútállomáshoz az alábbi állomások vannak a legközelebb:
- Gare d’Albens (1993–)
- Gare d’Annecy (1993–)
- Marcellaz - Hauteville railway station (–1993)
- Gare de Bloye (–1993)